# 建康路
建康路是中国南京市秦淮区的一条东西向重要街道，西起三山街（中华路）接昇州路，东到大中桥。南侧就是著名的夫子庙。
建康路的旧称奇望街，是奇玩街的转称，曾是南京最早的古玩商店集中地，并有有一家资格最老、规模最大的古玩店，名叫“奇玩阁”。
1924年9月，江苏督军齐燮元与浙江督办卢永祥之间爆发了一场争夺上海的江浙战争，当齐燮元败北逃离南京时，其部属一百多人趁乱，于12月15日夜，公然抢劫、焚烧夫子庙至三山街一带，奇望街也在被洗劫之列，从此一蹶不振，后来古玩商店逐渐移到了贡院西街一带。
1930年代，奇望街被拓宽成新式马路，按照南京在六朝时期的名称“建康”定名为建康路。